# Tabăra Lacul Fără Fund
Tabăra Lacul Fără Fund (în engleză Camp Lakebottom) este un serial de televiziune animat canadian produs de 9 Story Media Group care a avut premiera pe Teletoon în Canada pe 4 iulie 2013 și pe Disney XD în Statele Unite pe 13 iulie 2013. Serialul este difuzat pe canalele Disney din întreaga lume (cu excepția Portugalia, unde este difuzat în schimb pe Biggs și RTP2, și Asia de Sud-Est), precum și pe ABC în Australia.

## Subiect
Trei copii de 12 ani, McGee, Gretchen și Squirt sunt trimiși în autobuzul greșit al taberei de vară și au tot felul de aventuri într-o tabără numită Camp Lakebottom, în timp ce încearcă să protejeze tabăra de nemesisul lui McGee, Jordan Buttsquat, la Tabăra Sunny Smiles.

## Personaje
- McGee (exprimat de Scott McCord): Descris ca fiind un temerar de 12 ani, McGee este un căutător de senzații tari, a cărui curiozitate îl determină adesea să acționeze înainte de a gândi. Are o incapacitate totală de a recunoaște pericolul iminent, combinată cu obișnuința de a ignora avertismentele consilierilor și, ca rezultat, își pune în mod constant probleme pe el însuși și pe prietenii săi, dar mintea lui nerăbdătoare este cea care îi scoate mereu înapoi. Acest lucru l-a determinat să dezvolte sloganul „Ar fi trebuit să mă gândesc la asta”. Dintre toți camperii, el este cel mai intrigat și tolerant din tabăra Lakebottom, fiind fascinat de toate sursele sale potențiale de distracție și aventură. El este un autoproclamat maestru al farselor, așa cum este dezvăluit în „Pranks for Nothing”, dar farsele lui sunt de fapt destul de șchioape.
- Gretchen (voce Melissa Altro): Ea este o fată care este descrisă ca fiind orice altceva decât „dulce cu zahăr”; ea este sardonica si indiferenta fata de toate precum si un baiat . Lipsa ei de entuziasm este compensată cu limba ei ascuțită și critică. Cu o centură neagră la karate și o intoleranță față de fapte rele, Gretchen nu este o fată cu care să se încurce. Nemesisul ei este Suzi. Cu toate acestea, sub exteriorul dur, are o inimă uriașă și își dorește în secret să poată fi ca orice fată normală (deși nu ar dezvălui niciodată asta). Sloganul ei este „Crezi?!” i se spune de obicei lui McGee când un plan a dispărut și el subliniază ceea ce este evident. Se dezvăluie că are o fobie severă a chipmunks în „Cheeks of Dread”. Tatăl ei îi spune „Gretchikins”, iar mama ei îi spune „Gretchywetchy”. Gretchen este supranumită „The Gretch”, iar părinții ei poartă numele de familie Gritcherson.
- Squirt (cu vocea lui Darren Frost): cel mai bun prieten al lui McGee. Un nebun de sine stătător, el este întotdeauna vesel și un prieten cu toate ființele vii, chiar dacă încearcă să-l omoare. S-a împrietenit cu aproape fiecare monstru care a pus vreodată piciorul în Tabăra Lakebottom. În timp ce omnibenevolența lui este uneori utilă în a face față monștrilor care apar în mod constant, lipsa sa extremă de inteligență îl face adesea susceptibil de a fi controlat de mai mulți răufăcători, cel mai proeminent exemplu fiind „Mindsuckers From the Depths” în care o lipitoare uriașă se atașează de capul și mintea îi controlează. În „Late Afternoon of the Living Gitch” se dezvăluie că a purtat aceeași pereche de lenjerie intimă toată viața.
- 'Sawyer (cu vocea lui Cliff Saunders): Un zombi adorabil , cu o unealtă multifuncțională ia locul mâinii sale stângi, care este adesea un ferăstrău cu lanț. El este unul dintre consilierii taberei și cel care de obicei însoțește copiii în aventurile lor. Ca zombi, capul și membrele îi cad în mod constant, dar pot fi reatașate. El s-a îndepărtat de stereotipul conform căruia zombii sunt monștri fără minte care au foame de creier și a dezvăluit că are o inimă (la propriu, când o scoate din piept), a jurat că va avea grijă de camperii umani și acționează adesea. ca o figură bunic pentru ei. El servește ca om de treabă al taberei și a construit invenții bizare de-a lungul seriei, inclusiv un monstru al lui Frankenstein.în „Frankenfixer”. În „Zombie Dearest”, Sawyer se dezvăluie că are o mamă zombie care se comportă ca un zombi care mănâncă creierul stereotip, pe care Sawyer a abandonat-o din sfidarea obiceiurilor ei.
- Armand (cu vocea lui Adrian Truss): Un sasquatch cu pasiune pentru artele spectacolului și visează să devină actor. El este încă unul dintre consilierii taberei. Deși este de obicei foarte amabil, ușor de îndurat și destul de greu de înfuriat, rarele cazuri în care a făcut-o s-au dovedit a fi periculoase pentru siguranța tuturor. Episodul „Marshmallow Madness” dezvăluie că are o dependență severă de marshmallows; va fi împins într-o furie de neoprit, plină de foame dacă va fi vreodată aproape de delicatese.
- Rosebud (voceul lui Jonathan Wilson): O femeie scundă, amară, care seamănă cu un ucigaș în serie cu accent german, care servește ca bucătar al lagărului și consilier final. Se mândrește cu gătitul ei; cu toate acestea, mesele ei nu sunt doar necomestibile, dar adesea amenință viața camperilor. Se știe că folosește orice lucruri urâte pe care reușește să găsească ca ingrediente în mesele ei. Squirt pare să fie singurul căruia îi place să gătească. Ea este cea mai strictă consilieră și este cel mai puțin tolerantă cu prostiile lui McGee, totuși, sub toate acestea, are de gând bine. De asemenea, a fost dezvăluit încă din tinerețe, Rosebud obișnuia să fie un vânător de monștri infam pentru SMACK (Society of Monster Annihilation and Creature Kicking), dar a renunțat la asta după dragostea ei pentru gătit când i-a întâlnit pe Sawyer și Armand când a fost însărcinată să distrugă. toți monștrii din Lakebottom.
- Jordan Buttsquat (cu vocea lui Carter Hayden): Buttsquat este fiul bogat răsfățat al proprietarului „Camp Sunny Smiles” (tabăra rivală a lui Lakebottom) și dușmanul lui McGee. El servește ca principal antagonist al seriei, mergând în mod constant în Camp Lakebottom în încercarea de a distruge tabăra rivală sau de a batjocori condițiile proaste de viață ale locuitorilor de jos, arătând ceva nou, fantezist, de înaltă tehnologie, disponibil în tabăra lui. Cu toate acestea, Buttsquat are o lipsă gravă în departamentul intelectual și McGee este capabil să-l depășească de fiecare dată, ceea ce îl va determina să spună sloganul recurent „Voi avea răzbunare”. McGee i-a salvat viața lui Buttsquat în numeroasele ocazii în care dușmanul său a fost amenințat de diferiți monștri, dar nu și-a arătat niciodată recunoștință după aceea.
- Suzi (voce Bryn McAuley): sora mai mare a lui McGee, care este o regină a concursului și a devenit regina „Sunny Smiles” în prima ei zi. Ea este dușmanul lui Gretchen, care a ținut ranchiună față de ea de când a învins-o pe Gretchen într-un concurs de frumusețe .concurs. Ea este îndrăgostită de Buttsquat și adesea îl însoțește în planurile lui de a dejuca Lakebottom. Ea se referă întotdeauna la McGee drept „Baby Bruv”, și în timp ce cei doi frați se ceartă uneori, de obicei li se arată că le pasă unul de celălalt. În ciuda faptului că are mai puține intenții malefice decât Buttsquat, există mai multe ocazii în care ea a reprezentat o amenințare și un pericol mult mai mare pentru siguranța tuturor, deoarece are tendința de a se încurca de unul dintre monștrii sau fenomenele supranaturale care au apărut. Exemple în acest sens includ: „Stage Fright” în care folosește ghinionul de scenă și invocă din neatenție un spirit rău care o stăpânește și aproape distruge Lake Bottom. Un alt exemplu este „28 Suzis Later” unde ea este clonată de un noroi mistic, ceea ce face ca tabăra să fie invadată de clonele Suzi.
- Slimey este o creatură gigantică asemănătoare caracatiței care trăiește în lac și cel mai frecvent personaj care apare din serie. În timp ce i-a îngrozit pe ruloți la prima lor apariție, prinzându-i și aruncându-i în aer, s-a dezvăluit că de fapt vrea să se joace cu ei. Mai târziu, el devine destul de bun prieten cu camperul, în special cu Squirt, și le va oferi adesea distracție aruncându-i în aer atunci când înoată, astfel încât să se poată scufunda. El se supune oricăruia dintre consilieri și, destul de des, îi va ajuta pe campanii în timpul aventurilor lor care implică lacul. Sunt arătate doar tentaculele sale, așa că nu se știe cum arată corpul lui.

## Legături externe
- Tabăra Lacul Fără Fund la Internet Movie Database